# Microregione di Alto Médio Canindé
Alto Médio Canindé è una microregione del Piauí in Brasile, appartenente alla mesoregione di Sudeste Piauiense.
È una suddivisione creata puramente per fini statistici, pertanto non è un'entità politica o amministrativa.

## Comuni
È suddivisa in 39 comuni:
- Acauã
- Bela Vista do Piauí
- Belém do Piauí
- Betânia do Piauí
- Caldeirão Grande do Piauí
- Campinas do Piauí
- Campo Alegre do Fidalgo
- Campo Grande do Piauí
- Capitão Gervásio Oliveira
- Caridade do Piauí
- Conceição do Canindé
- Curral Novo do Piauí
- Floresta do Piauí
- Francisco Macedo
- Fronteiras
- Isaías Coelho
- Itainópolis
- Jacobina do Piauí
- Jaicós
- João Costa
- Lagoa do Barro do Piauí
- Marcolândia
- Massapê do Piauí
- Nova Santa Rita
- Padre Marcos
- Paes Landim
- Patos do Piauí
- Paulistana
- Pedro Laurentino
- Queimada Nova
- Ribeira do Piauí
- Santo Inácio do Piauí
- São Francisco de Assis do Piauí
- São João do Piauí
- Simões
- Simplício Mendes
- Socorro do Piauí
- Vera Mendes
- Vila Nova do Piauí